# Siegfried Baur
Siegfried Baur (* 24. April 1943 in Wels) ist ein italienischer Bildungswissenschaftler aus Südtirol.

## Leben
Baur wurde als Kind Südtiroler Optanten in Oberösterreich geboren. 1961 erlangte er die Lehrbefähigungsprüfung an der Lehrerbildungsanstalt in Meran. Bis 1969 arbeitete er an verschiedenen Grundschulen als Lehrer. Parallel dazu studierte er von 1962 bis 1964 an der Universität Innsbruck Pädagogik und Psychologie sowie von 1964 bis 1969 an der Universität Urbino Pädagogik. Nach seinem Studienabschluss in Urbino 1969 arbeitete er als Mittelschul- und Oberschullehrer. Von 1972 bis 1982 war er Grundschuldirektor in Sarnthein und Bozen. Von 1982 bis 1985 fungierte er als Schulreferent am Italienischen Generalkonsulat in München. In den Jahren von 1985 bis zu seiner Pensionierung 1992 übernahm er das Amt eines Schulinspektors in der Südtiroler Landesverwaltung.
Von 1994 bis 2003 arbeitete Baur als Vertragsdozent an der Universität Klagenfurt, wo er sich im Jahr 2000 habilitierte. In den Jahren 2004 und 2005 übernahm er an derselben Hochschule eine Gastprofessur. Gleichzeitig war er auch als Vertragsdozent von 2001 bis 2006 an der Freien Universität Bozen sowie von 2003 bis 2005 an der Universität Innsbruck tätig. Von 2006 bis zu seinem altersbedingten Ausscheiden 2014 hatte er eine Professur für Allgemeine Pädagogik und Sozialpädagogik an der Fakultät für Bildungswissenschaften der Freien Universität Bozen, in Brixen inne. Baur lebt mit seiner Familie in Bozen.

## Veröffentlichungen (Auswahl)
- (Hrsg.): Brücken schlagen – Creare ponti – Crié liams. Klassenpartnerschaften – Gemellaggi tra classi – Barac danter tlasses. Pädagogisches Institut für die deutsche Sprachgruppe/Istituto Pedagogico per il gruppo linguistico italiano/Istitut Pedagogich Ladin, Bozen 1997.
- mit Dietmar Larcher: Fit für Europa: Erfahrungen mit Mehrsprachigkeit in Südtirol; Studie zur subjektiven Wahrnehmung sprachlicher Sozialisation von Absolventen und Absolventinnen höherer Schulen. Meran 2011, ISBN 978-88-7223-189-0
- Die Tücken der Nähe: Kommunikation und Kooperation in Mehrheits-, Minderheitssituationen ; Kontextstudie am Beispiel Südtirol. Meran 2000, ISBN 88-7223-044-6
- (Hrsg.): Austauschpädagogik und Austauscherfahrung: Sprach- und Kommunikationslernen durch Austausch. Schneider, Baltmannsweiler 2012, ISBN 978-3-8340-1099-5
- (Hrsg.): Lehrer, -innen zweiter Klasse? Arbeitsbedingungen und Arbeitszufriedenheit von Lehrkräften im Fach Deutsch als Zweitsprache an italienischen Grundschulen Südtirols. Bozen 2009, ISBN 978-88-6046-025-7